# Pink Tape
A Pink Tape Lil Uzi Vert amerikai rapper és énekes harmadik stúdióalbuma, ami 2023. június 30-án jelent meg a Generation Now és az Atlantic Records kiadókon keresztül. A lemezről egy kislemez jelent meg, a Just Wanna Rock és az előadó Red & White (2022) középlemeze előzte meg. Az albumon közreműködött Travis Scott, Nicki Minaj, a Bring Me the Horizon, Don Toliver és a Babymetal.

## Háttér
Az albumról először 2020 decemberében beszélt az előadó, egy két óra hosszú Instagram-élőadásban, amiben bemutatott több különböző dalt és bejelentette egy mixtape megjelenését is. Az album címét 2021. július 16-án jelentette be, ami utalás a 24 millió dollár értékű pink gyémántra, amit egy ideig homlokán hordott.
2021. október 9-én, egy barátja esküvőjén Uzi megosztotta egy rajongóval, hogy az album Halloween előtt meg fog jelenni. Ezt még abban a hónapban megváltoztatta, azt mondva egy rajongójának, hogy „Nem, nem jelenik meg jövő héten. Mert akkor kiadom jövő héten és szarul fog hangzani és akkor hallgathatom több száz ezer embertől az interneten, hogy milyen rossz.”
Hónapokkal később megjelent Kai Cenat egyik elő adásában, ahol megerősítette, hogy még aznap ki fogja adni a lemezt. A Just Wanna Rock megjelenése után DJ Drama azt nyilatkozta, hogy az albumot nemsokára befejezik, közel áll a megjelenéshez, amihez közel 700 dalt vett fel. ú
2023 júniusában Lil Uzi Vert ismét bejelentette, hogy az album még abban a hónapban megjelenik. Június 18-án megosztotta Kai Cenattal, hogy a lemezen huszonhat dal fog szerepelni összesen, bónusz számokat beleértve.
Június 26-án jelentette be az album megjelenési dátumát és borítóját.

## Számlista
| Pink Tape | Pink Tape                                          | Pink Tape                                                                              | Pink Tape                                         | Pink Tape | Pink Tape | Pink Tape | Pink Tape | Pink Tape | Pink Tape |
|           | Cím                                                | Szerző(k)                                                                              | Producer(ek)                                      | Hossz     |           |           |           |           |           |
| --------- | -------------------------------------------------- | -------------------------------------------------------------------------------------- | ------------------------------------------------- | --------- | --------- | --------- | --------- | --------- | --------- |
| 1.        | Flooded the Face                                   | Symere Woods Donald Cannon Harold Harper, Jr.                                          | Don Cannon Harold Harper                          | 3:12      |           |           |           |           |           |
| 2.        | Suicide Doors                                      | Woods Brandon Veal Alejandra Ghersi Rodríguez Leqn Yugen                               | Brandon Finessin Arca Leqn Yugen                  | 4:19      |           |           |           |           |           |
| 3.        | Aye (Travis Scott közreműködésével)                | Woods Jacques Webster II Benjamin Saint Fort                                           | BNYX                                              | 3:27      |           |           |           |           |           |
| 4.        | Crush Em                                           | Woods Jordan Ortiz Tim Gomringer Kevin Gomringer Ebony Oshunrinde Cannon Pepijn Baltus | Oogie Mane Cubeatz WondaGurl Cannon Duce          | 2:45      |           |           |           |           |           |
| 5.        | Amped                                              | Woods Daniel Perez 1wakeupp Jkari Zachary Kupiec Landers TP13                          | Bugz Ronin 1wakeupp Jkari Zkup Landers TP13       | 2:53      |           |           |           |           |           |
| 6.        | X2                                                 | Woods Kenyatta Frazier, Jr. Clif Shayne                                                | Ken Carson Clif Shayne                            | 3:54      |           |           |           |           |           |
| 7.        | Died and Came Back                                 | Woods Veal Leqn Sense1god                                                              | Brandon Finessin Leqn Sense1god                   | 3:00      |           |           |           |           |           |
| 8.        | Spin Again                                         | Woods Veal Swvsh                                                                       | Brandon Finessin Swvsh                            | 1:37      |           |           |           |           |           |
| 9.        | That Fiya                                          | Woods Veal ZeeGoinXrazy Sixthursdays                                                   | Brandon Finessin ZeeGoinXrazy Sixthursdays        | 2:34      |           |           |           |           |           |
| 10.       | I Gotta                                            | Woods Veal Tobias Dekker Anton Mendo                                                   | Brandon Finessin Outtatown Star Boy               | 2:53      |           |           |           |           |           |
| 11.       | Endless Fashion (Nicki Minaj közreműködésével)     | Woods Onika Maraj Perez                                                                | Bugz Ronin                                        | 3:36      |           |           |           |           |           |
| 12.       | Mama, I'm Sorry                                    | Woods Perez Robert Richardson                                                          | Bugz Ronin Bobby Raps                             | 3:30      |           |           |           |           |           |
| 13.       | All Alone                                          | Woods Cannon Quincy Riley Martin Pitt                                                  | Cannon Quincy Riley Pitt Tha Kid                  | 3:42      |           |           |           |           |           |
| 14.       | Nakamura                                           | Woods Veal Lyle LeDuff Ivison Smith                                                    | Brandon Finessin Lyle LeDuff Ike Beatz            | 3:17      |           |           |           |           |           |
| 15.       | Just Wanna Rock                                    | Woods Mohamed Camara Javier Mercado                                                    | MCVertt Synthetic                                 | 2:03      |           |           |           |           |           |
| 16.       | Fire Alarm                                         | Woods Cannon                                                                           | Cannon                                            | 3:05      |           |           |           |           |           |
| 17.       | CS                                                 | Woods Benjamin Thomas Serj Tankian Daron Malakian Frederick Rubin                      | Ben Thomas Serj Tankian Daron Malakian Rick Rubin | 3:32      |           |           |           |           |           |
| 18.       | Werewolf (a Bring Me the Horizon közreműködésével) | Woods Oliver Sykes Matt Kean Lee Malia Matt Nicholls Jordan Fish                       | Bring Me the Horizon                              | 3:59      |           |           |           |           |           |
| 19.       | Pluto to Mars                                      | Woods Deckard3000 Veal                                                                 | Deckard3000 Brandon Finessin                      | 4:06      |           |           |           |           |           |
| 20.       | Patience (Don Toliver közreműködésével)            | Woods Caleb Toliver Perez Derek Anderson Thomas                                        | Bugz Ronin 206Derek Thomas                        | 4:22      |           |           |           |           |           |
| 21.       | Days Come and Go                                   | Woods Cannon Thomas Lumpkins                                                           | Cannon Tommy Parker                               | 4:17      |           |           |           |           |           |
| 22.       | Rehab                                              | Woods Veal Breezey Cannon Qqqu1ncy                                                     | Brandon Finessin Breezey Cannon Qqqu1ncy          | 4:05      |           |           |           |           |           |
| 23.       | The End (a Babymetal közreműködésével)             | Woods Nakamoto Szuzuka Kikucsi Moa Okazaki Momoko Kobajasi Kej                         | Kobametal                                         | 3:07      |           |           |           |           |           |
| 24.       | Zoom (bónusz)                                      | Woods Wesley Glass Ryan Vojtesak                                                       | Wheezy Charlie Handsome                           | 2:46      |           |           |           |           |           |
| 25.       | Of Course (bónusz)                                 | Woods Amir Sanders Ortiz Brady Porter Aidan Crotinger                                  | Forza Oogie Mane Kado Halfway                     | 3:28      |           |           |           |           |           |
| 26.       | Shardai (bónusz)                                   | Woods Perez John Ross Kyle Emordi                                                      | Bugz Ronin John Ross ISOBeats                     | 3:21      |           |           |           |           |           |
| 85:28     |                                                    |                                                                                        |                                                   |           |           |           |           |           |           |

## Slágerlisták
| Slágerlista (2023)                            | Legmagasabb pozíció |
| --------------------------------------------- | ------------------- |
| Ausztrália (ARIA)                             | 7                   |
| Ausztria (Ö3 Austria Top 40)                  | 4                   |
| Belgium (Ultratop Flandria)                   | 15                  |
| Belgium (Ultratop Vallónia)                   | 48                  |
| Csehország (ČNS IFPI Albums Top 100)          | 2                   |
| Dánia (Hitlisten Album Top 40)                | 9                   |
| Egyesült Királyság (UK Albums Chart)          | 7                   |
| Finnország (Musiikkituottajat Albumit Top 50) | 14                  |
| Franciaország (SNEP Album Top 100)            | 34                  |
| Hollandia (Dutch Charts Album Top 100)        | 3                   |
| Írország (IRMA)                               | 6                   |
| Japán (Oricon)                                | 40                  |
| Japán (Billboard Japan Downloads)             | 35                  |
| Kanada (Billboard Canadian Albums Chart)      | 2                   |
| Lengyelország (ZPAV Album Top 50)             | 6                   |
| Litvánia (AGATA)                              | 5                   |
| Magyarország (MAHASZ Top 40 albumlista)       | 8                   |
| Németország (Offizielle Top 100)              | 13                  |
| Norvégia (VG-lista Album Top 40)              | 3                   |
| Olaszország (FIMI)                            | 19                  |
| Spanyolország (PROMUSICAE Top 100 Álbumes)    | 42                  |
| Svájc (Schweizer Hitparade Top 100 Albums)    | 3                   |
| Svédország (Sverigetopplistan)                | 41                  |
| USA Billboard 200                             | 1                   |
| USA Top R&B/Hip-Hop Albums (Billboard)        | 1                   |
| Új-Zéland (RMNZ)                              | 1                   |